# Bláfell, Bláskógabyggð
Bláfell är ett berg i republiken Island. Det ligger i regionen Suðurland, i den centrala delen av landet, 110 km öster om huvudstaden Reykjavík. Toppen på Bláfell är 1 204 meter över havet.
Trakten runt Bláfell är nära nog obefolkad, med mindre än två invånare per kvadratkilometer. Det finns inga samhällen i närheten. Trakten runt Bláfell består i huvudsak av gräsmarker.